# خون‌درخت زرد واتسون
خون‌درخت زرد واتسون (نام علمی: Corymbia watsoniana) نام یک گونه از سرده خون‌درخت‌ها است.